# Lisa Murkowski
Lisa Ann Murkowski (Ketchikan, 22 maggio 1957) è una politica e avvocato statunitense, senatrice per lo stato dell'Alaska dal 2002. Murkowski è l'unica donna eletta al Congresso degli Stati Uniti per l'Alaska e il primo senatore nato in questo Stato. Membro del Partito Repubblicano, in carica dal dicembre 2002, nel gennaio 2021 è stata la prima repubblicana a chiedere le dimissioni del presidente Donald Trump dopo l'irruzione di facinorosi al Congresso. È stata rieletta nelle elezioni di metà mandato del novembre 2022 con il 53,7% dei voti battendo un'altra candidata repubblicana sostenuta da Trump

## Biografia

### Famiglia e carriera
Lisa Murkowski è nata a Ketchikan, in Alaska, da Nancy Gore e Frank Murkowski, il suo predecessore al Senato. Il suo bisnonno paterno era di discendenza polacca, mentre sua madre proviene da una famiglia di origini irlandesi e canadesi. La Murkowski si laureò in economia alla Georgetown University nel 1980 e in giurisprudenza alla Willamete University College of Law nel 1985. È stata avvocato a Anchorage, in Alaska, tra il 1985 e il 1998 e membro del gruppo sindacale per i senzatetto tra il 1990 e il 1991.
Nel 1998 fu eletta alla Camera dei Rappresentanti dell'Alaska per il Partito Repubblicano ed è stata nominata leader della maggioranza repubblicana nella Camera statale per l'anno 2003/2004. Comunque non ha mai ricoperto tale incarico a causa della nomina al Senato degli Stati Uniti. Durante il periodo alla Camera dell'Alaska ha partecipato alla Commissione per l'istruzione secondaria e ha presieduto la commissione per il lavoro e il commercio e la commissione per gli affari militari e dei veterani.

### Senatrice
Nel periodo in cui era membro della Camera dei Rappresentanti dell'Alaska, Murkowski venne nominata dal padre, eletto governatore, per sostituirlo nella carica da lui lasciata vacante, ovvero quella di senatore degli Stati Uniti. Tale nomina ha destato scalpore e il governatore Murkowski fu accusato di nepotismo. Tutto ciò ha portato a un referendum statale per valutare la validità del potere del governatore eletto di nominare il suo successore, il quale ha dato esiti positivi. Successivamente Lisa Murkowski è stata eletta per un intero mandato nel 2004, vincendo contro l'ex-governatore Tony Knowles.

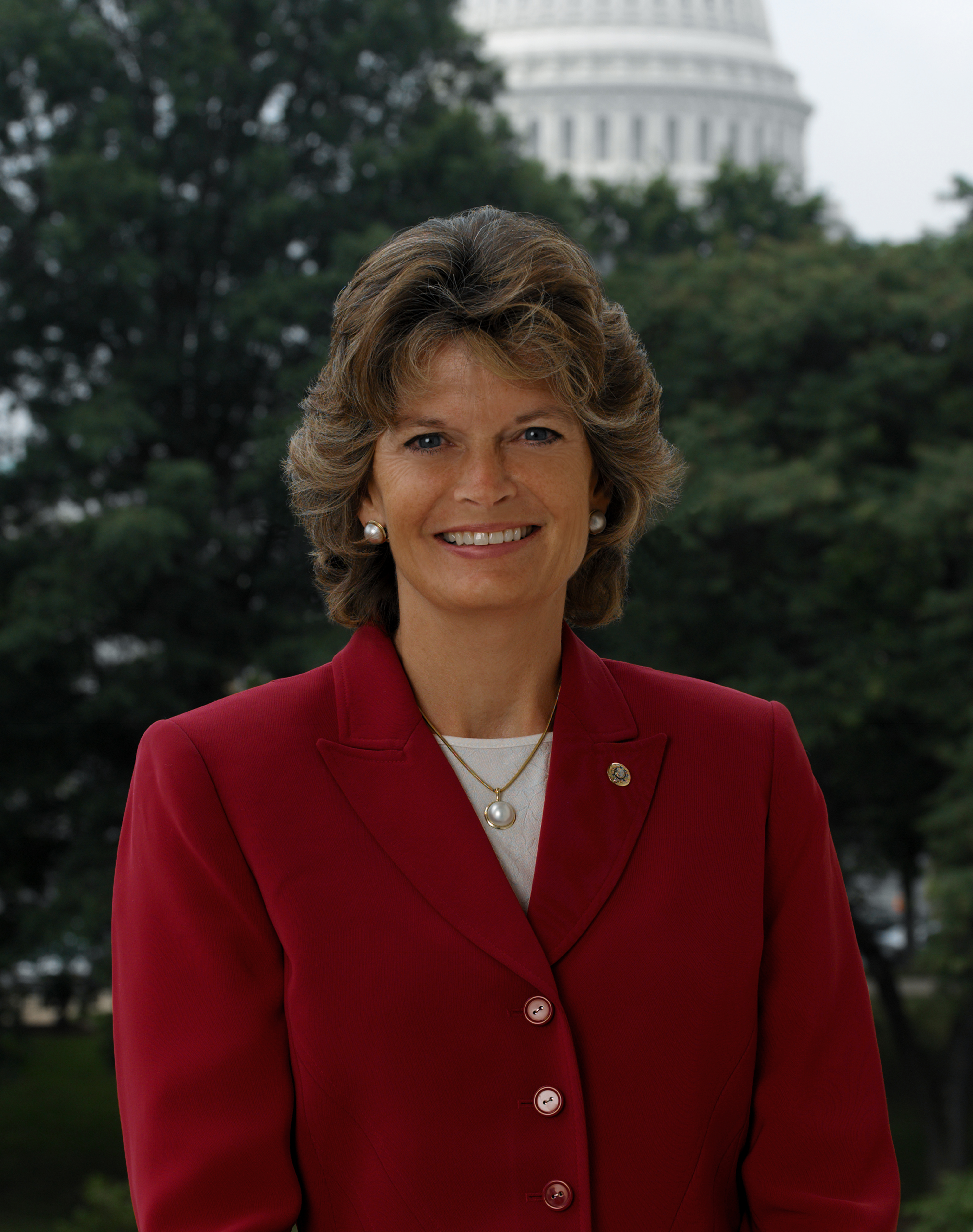
Murkowski nel 2005

Nel 2010 ha presentato la sua candidatura per la rielezione. Nelle primarie di partito tuttavia è stata battuta da Joe Miller, candidato del Tea Party appoggiato da Sarah Palin. Murkowski ha pensato di concorrere come candidata per il Partito Libertario, ma lo stesso partito non le ha permesso di farlo. Lisa Murkowski allora ha organizzato una campagna di write-in: ha chiesto cioè agli elettori di scrivere a mano il suo nome sulle schede. La sua iniziativa ha riscosso un grande successo e alla fine la Murkowski è riuscita a sconfiggere Miller con oltre diecimila voti di distacco.
Miller non le ha concesso la vittoria e ha presentato ricorso, contestandole alcune schede. Il 29 dicembre 2010 però Murkowski è stata dichiarata vincitrice. Quella di Murkowski è stata un'impresa quasi impossibile: l'unica persona ad esserci riuscita prima di lei è stato Strom Thurmond nel 1954. 
La senatrice Murkowski è una repubblicana moderata, appoggia la scelta della donna di abortire e la ricerca sulle cellule staminali. In passato è stata in contrasto con Trump: nel 2017 votò contro la revoca della riforma sanitaria di Obama e nel 2018 fu l'unica a dichiararsi contraria alla conferma del giudice Brett Kavanaugh, accusato di molestie, alla Corte Suprema.
A seguito delle accuse fatte al Presidente Donald Trump di avere fomentato i disordini e l'irruzione presso il Congresso degli Stati Uniti del 6 gennaio 2021, è stata la prima senatrice repubblicana a chiedere le immediate dimissioni e destituzione del presidente, affermando che "Ha già fatto troppi danni".

## Vita privata
Lisa Murkowski è sposata con Verne Martell. La coppia ha due figli, Nic e Matt.